# 아이리스 (2001년 영화)
《아이리스》(Iris)는 미국에서 제작된 리처드 이어 감독의 2001년 드라마 영화이다. 주디 덴치 등이 주연으로 출연하였고 로버트 폭스 등이 제작에 참여하였다.

## 출연

### 주연
- 주디 덴치
- 짐 브로드벤트
- 케이트 윈슬렛
- 휴 보네빌

### 조연
- 엘레너 브론
- 안젤라 모랜트
- 페네로프 윌튼
- 시오밴 헤이스
- 줄리엣 오브리
- 조안 베이크웰

## 기타
- Line PD: 마이클 드레이어
- 미술: 젬마 잭슨
- 의상: 루스 마이어스
- 배역: 셀레스탸 폭스